# Колтубанська сільська рада
Колтуба́нська сільська рада (рос. Колтубанский сельский совет) — сільське поселення у складі Бузулуцького району Оренбурзької області Росії.
Адміністративний центр — село Колтубанка.

## Населення
Населення — 650 осіб (2019; 711 в 2010, 756 у 2002).

## Склад
До складу сільської ради входять:
| Населений пункт  | Населення, осіб (2002) | Населення, осіб (2010) |
| ---------------- | ---------------------- | ---------------------- |
| Колтубанка, село | 708                    | 677                    |
| Леб'яжий, селище | 48                     | 34                     |